# Bonner Platz (München)
Der Bonner Platz, 1906 benannt nach der Stadt Bonn, ist ein Platz und Straße im Münchner Stadtteil Schwabing, im Stadtbezirk Schwabing-West. Hier liegt der gleichnamige U-Bahnhof Bonner Platz der Linie U3.

## Beschreibung
In den Platz münden (im Uhrzeigersinn): von Westen die Karl-Theodor-Straße, von Norden die Bonner Straße, vom Nordosteck des Platzes nach Osten die Rheinstraße, vom Südosteck des Platzes nach Osten die Karl-Theodor-Straße und nach Süden die Viktoriastraße. Der Platz wird diagonal durchlaufen von der westlichen Karl-Theodor-Straße und der Rheinstraße, die hier ineinander übergehen und die zur vielbefahrenen Stadttangentiale Dietlindenstraße – Potsdamer Straße – Rheinstraße – Karl-Theodor-Straße – Ackermannstraße gehören. Demgegenüber hat die östliche Karl-Theodor-Straße untergeordnete Bedeutung; sie kreuzt die genannte Durchgangsstraße und geht dabei in die Bonner Straße über. Zusätzlich befinden sich auf der nördlichen, östlichen und südlichen Seite schmale Parkplatzerschließungsstraßen.
Infolge der beschriebenen Verkehrsführung wird der überwiegende Teil des Platzes von Verkehrsflächen eingenommen. Weiterhin gibt es Parkplätze sowie zwei Verkehrsinseln (Wiese mit einigen Bäumen).

## Geschichte
Ursprünglich war der Platz als nördliche Ausbuchtung der durchgängigen Karl-Theodor-Straße angelegt. West-östlicher Verkehr war auf den Bereich zwischen Schleißheimer Straße und Ungererstraße begrenzt; westlich davon lag der Exerzierplatz Oberwiesenfeld, östlich der noch unzerteilte Englische Garten. Zur Durchgangsstraße wurde die Rheinstraße erst nach dem Zweiten Weltkrieg mit dem Bau des Mittleren Rings durch den Englischen Garten.